# Borosnya
Borosnya (1899-ig Brusnyicza, szlovákul: Brusnica) község Szlovákiában, az Eperjesi kerület Sztropkói járásában.

## Fekvése
Sztropkótól 9 km-re délkeletre, az Ondava völgyében fekszik.

## Története
1408-ban Zsigmond oklevelében említik először a sztropkói uradalom részeként, amikor az uradalmat a király Perényi Jánosnak adja. A sztropkói uradalom része maradt egészen a 17. századig. 1600-ban 15 portát számláltak a faluban, a közepes nagyságú falvak közé számított. A 17. században ruszinokat telepítettek ide. A falunak már 1639-ben állt temploma, mely feltételezhetően sokkal korábban épült. Lakói ebben az időszakban nagyon szegények voltak. 1715-ben 12 ház állt itt. Lakói főként pásztorkodással és erdei munkákkal foglalkoztak.
A 18. század végén Vályi András így ír róla: „BRUSZNYITZA. Orosz falu Zemplén Vármegyében földes Ura Gróf Barkóczy Uraság, fekszik Varannótól más fél mértföldnyire Abauj Vármegyének szomszédságában, lakosai egyesűlt katolikusok, termésbéli tulajdonságaira nézve, lásd Alsó Sztinyiczét, mellyhez hasonló lévén, második Osztálybéli.”
Fényes Elek 1851-ben kiadott geográfiai szótárában így ír a faluról: „Bruznicza, orosz falu, Zemplén vgyében, Sztropkó fiókja: 17 r., 396 g. kath., 18 zsidó lak., görög anyaszentegyházzal, 718 h. szántófölddel. F. u. gr. Barkóczy.”
Borovszky Samu monográfiasorozatának Zemplén vármegyét tárgyaló része szerint: „Borosnya, azelőtt Brusnyicza. Ruthén kisközség, melynek 50 háza és 286 gör. kath. lakosa van. E község már 1494-ben Erdődi Bakócz Miklós birtokaként szerepel. 1543-ban Erdődy Pétert iktatják birtokába, azután a kir. kamaráé, majd a Perényi Gáboré. 1569-ben Pethő János kap reá kir. adományt, 1595-ben azonban egyik részének birtokába Karvai Orlé Miklóst is beiktatják. Még a XVII. században is a sztropkói uradalomhoz tartozik és a Pethő család az ura. Azután a gróf Barkóczyaké lesz. Ma a magyar jelzáloghitelbanknak van itt nagyobb birtoka. 1663-ban a pestis pusztította lakosait. Gör.-kath. temploma, a régi templom helyén, 1794-ben épült. A község postája, távírója és vasúti állomása Sztropkó.”
1920 előtt Zemplén vármegye Sztropkói járásához tartozott.

## Népessége
| Év:            | 1994. | 2004.    | 2014.   | 2024.    |
| -------------- | ----- | -------- | ------- | -------- |
| Emberek száma: | 324   | 408      | 412     | 293      |
| Eltérés:       |       | +25,92 % | +0,98 % | -28,88 % |

| Év:            | 2023. | 2024.   |
| -------------- | ----- | ------- |
| Emberek száma: | 297   | 293     |
| Eltérés:       |       | -1,34 % |

1910-ben 467, többségben ruszin anyanyelvű lakosa volt, jelentős lengyel és szlovák kisebbséggel.
2001-ben 351 lakosából 227 szlovák és 112 ruszin volt.
2011-ben 417 lakosából 316 szlovák, 47 ruszin és 33 cigány volt.

## Nevezetességei
- Görögkatolikus és ortodox temploma.
- A falu határában, az erdőben több ásványvízforrás található.